# شبكة البوتات

طرق عمل البوت نت

شبكة البوتات (بالإنجليزية: Botnet) هي مجموعة ضخمة (يبلغ تعدادها بالآلاف وقد يصل للملايين) من الأجهزة التي تم اختراقها عن طريق الإنترنت كل واحد منها يسمى بوت تخدم مكون البوتنت أو ما يسمى بسيد البوت (Bot Master). يستخدم سيد البوت قناة أوامر وتحكم (Command and Control Channel C&C) لإدارة شبكته وتنفيذ هجماته، وتسمية البوتنت هذه مشتقة من كلمة (Robot Network) أي شبكات الروبوت حيث أن الأجهزة تخدم سيد البوت دون اختيارها، تمامًا مثل أجهزة الروبوت.
وبمجرد أن ينضم الجهاز لشبكة الروبوت فإن سيد البوت يستطيع التجسس على صاحب الجهاز دون أن يشعر بذلك.
ولا يتوقف ضرر البوتنت على الأشخاص فقط، فالبوتنت أحد أهم وأخطر المشاكل الأمنية التي تواجه الشركات والدول أحيانا وأبرز مثال لذلك الهجوم الذي وقع على دولة إستونيا عام 2007، حيث تعطلت مواقع الوزارات والشركات لثلاث أسابيع!

## مخاطر هذه الشبكات، وأنواع الهجوم الذي قد تقوم به
Botnet

### التجسس وسرقة معلومات السرية
يقوم سيد البوت هنا بالتجسس على الضحية، فباستطاعته مثلا أن يعرف رقم أي بطاقة ائتمانية يقوم بإدخالها، وهذا ليس كل شيء، بل يمكن أن يأمر جهاز الضحية بإرسال المعلومات التي يرغب في الحصول عليها، أو حتى أن يغير الرقم السري للجهاز، والملفت للنظر أن سيد البوت يستطيع الاطلاع بشكل تام على ما يفعله الضحية، وأخذ صور له ولما يعرض على جهازه، وهو ما يحصل عادة في الابتزاز

### حجب الخدمة الموزعة
هي ما تعرف بهجمات (هجمات الحرمان من الخدمات: Distributed Denial-of-service)، وهذا النوع من الهجمات هو ما يجعل سيد البوت حريصًا على جمع أكبر عدد من الأجهزة في شبكته.
في هذا الهجوم يأمر سيد البوت الأجهزة التابعة له بإرسال قدر كبير من المعلومات إلى الجهة المستهدفة (خادم لموقع إنترنت)، فمثلا تستطيع شبكة روبوت مكونة من ألف بوت أن تنتج 250 ميجا بت في الثانية من المعلومات، بحيث تمتلئ ذاكرة الجهاز المستهدف فتحجب الخدمة التي يقدمها الموقع ولا يستطيع المستخدم العادي الوصول إليه، ومن الأمثلة الشهيرة على هذه الهجمات ما تقوم به مجموعة القرصنة أنونيموس وهجماتهم المتكررة على المواقع.

### إرسال رسائل مزعجة (Spam)
هي رسائل قد تظهر على أنها من أشخاص، ولكنها في حقيقة الأمر إما أن تكون دعاية أو محاولة لأخذ معلومات شخصية، وهي أيضًا وسيلة رئيسية لإضافة المزيد من الأجهزة لشبكة الروبوت.

## كيفية تكوين شبكة الروبوت العملاقة
تجميع الأجهزة وتكوين الشبكة:
هناك عدة طرق لضم الأجهزة إلى شبكة الروبوت يمكن أن نقسمها إلى مباشرة وغير مباشرة.
- الطريقة المباشرة تكون بإرسال رسائل قصيرة لمعرفة إذا ما كان هناك ثغرة يمكن استغلالها للسيطرة على الجهاز وهو ما يعرف بـ (Scanning) ومن ثم تحميل برامج التحكم.
- الطريقة الغير مباشرة تكون عن طريق استدراج الضحية لتحميل فايروس أو برامج خبيثة بالضغط على رابط وضعه سيد البوت، ورسائل البريد المزعجة (Spam) تعتبر أشهر مثال على هذه الطريقة.

ومن الطريف في الأمر أن سيد البوت قد يبيع الأجهزة التابعة له في السوق السوداء، فيعطي المشتري كلمة السر للتحكم بهذه الأجهزة، ولا تدري قد يكون جهازك يباع ويشترى وأنت لا تعلم.

## طرق عمل شبكة الروبوت
تقسم طريقة عمل البوتنت بشكل عام إلى طريقتين رئيسيتين:

### الطريقة المركزية (Centralized)
وهي تعتبر طريقة قديمة نوعاً ما، حيث يستعمل سيد البوت جهاز خادم (Server C&C) لإرسال أوامره لأجهزة البوت عن طريق بروتوكول IRC (Internet Relay Chat) بشكل عام، كما يوضح الشكل1:
الشكل 1: الطريقة المركزية (Centralized) لعمل شبكة الروبوت.

### طريقة الند للند(P2P: Peer-to-Peer)
وهنا لا يوجد خادم (C&C server)، حيث يقوم السيد بإرسال الأمر لعدد قليل من الأجهزة، ويقوم كل جهاز من البوت بإرسال الأمر إلى أجهزة أخرى ضمن الشبكة، هذه العملية تبطئ تواصل سيد البوت مع أجهزته ولكن تصعب عملية اكتشافه، وتم هنا استبدال بروتوكول IRC ببروتوكولات أخرى مثل HTTP وICMP (Internet Control Message Protocol) كما يوضح الشكل 2:
الشكل 2:طريقة الند للند (P2P).

## كيف تحمي نفسك؟
كما ذكرنا سابقا أن هناك طرق مباشرة وغير مباشرة لضم الأجهزة إلى شبكة الروبوت، فلمنع الطريقة المباشرة ينصح بتحميل جدار حماية جدار حماية، والذي يمنع عمليات المسح (Scanning) التي يقوم بها مكون البوت. ولمنع العمليات غير المباشرة ينصح بتحميل برامج حماية من الفيروسات مع خاصية التحديث التلقائي.

## وصلات خارجية
- Wired.com How-to: Build your own botnet with open source software
- The Honeynet Project & Research Alliance, "Know your Enemy: Tracking Botnets".
- The Shadowserver Foundation - An all volunteer security watchdog group that gathers, tracks, and reports on malware, botnet activity, and electronic fraud.
- NANOG Abstract: Botnets - John Kristoff's NANOG32 Botnets presentation.
- Mobile botnets - An economic and technological assessment of mobile botnets.
- Lowkeysoft - Intrusive analysis of a web-based proxy botnet (including administration screenshots).
- EWeek.com - Is the Botnet Battle Already Lost?[وصلة مكسورة].
- Attack of the Bots at Wired
- Dark Reading - Botnets Battle Over Turf.
- List of dynamic (dsl, cable, modem, etc) addresses نسخة محفوظة 8 مارس 2009 على موقع واي باك مشين. - Filter SMTP mail for hosts likely to be in botnets.
- ATLAS Global Botnets Summary Report - Real-time database of malicious botnet command and control servers.
- FBI LAX Press Release DOJ - مكتب التحقيقات الفيدرالي April 16, 2008
- Milcord Botnet Defense نسخة محفوظة 28 نوفمبر 2009 على موقع واي باك مشين. - DHS-sponsored R&D project that uses machine learning to adaptively detect botnet behavior at the network-level
- A Botnet by Any Other Name - SecurityFocus column by Gunter Ollmann on botnet naming.
- Moheeb Abu Rajab, Jay Zarfoss, Fabian Monrose, Andreas Terzis. “A Multifaceted Approach to Understanding the Botnet Phenomenon”. In Proceedings of ACM SIGCOMM/USENIX Internet Measurement Conference (IMC), Oct., 2006. Rio de Janeiro, Brazil.
- Dae-il Jang, Minsoo Kim, Hyun-chul Jung, Bong-Nam Noh, “Analysis of HTTP2P Botnet:Case Study Waledac”, In Proceedings of the 2009 IEEE 9th Malaysia International Conference on Communications15 -17 December 2009 Kuala Lumpur Malaysia.
- Internet news website: http://www.internetnews.com
- Botnet article in wikipedia: Botnet
- Center of excellence in information insurance: http://coeia.edu.sa/
- Maryam Feily, Alireza Shahrestani, “ A S